# Lumpáciusz Vagabundusz
A Lumpáciusz Vagabundusz avagy a három jómadár Heltai Jenő 1943-ban írt verses vígjátéka, Johann Nepomuk Nestroy darabja nyomán. A darab a magyar költészet és drámairodalom különleges darabja. Időről időre előadják mind a mai napig.
A dráma először 1943-ban jelent meg a szerző kiadásában.
Lumpáciusz Vagabundusz, a bohém csavargó ivásra, kártyázásra, lumpolásra  csábítja a fiatalokat. Ezek csak szórják a pénzt, nem dolgoznak. Nem segít rajtuk se szép szó, se szigor. A szülőknek semmi hatalmuk nincs felettük. Esetleg a szerelem, vagy a pénz mutathatná meg nekik a helyes utat. A három iszákos, lusta fiatalembert próbára teszi az élet.
Happy end: a hősök megjavulnak, még a borból is szódavíz lesz...
A mű nyomán Bolváry Géza rendezésében 1936-ban német film is készült az eredeti Nestroy-műből (Paul Hörbiger, Heinz Rühmann). 
1988-ban tévéjáték készült belőle Bohák György rendezésében (Hernádi Judit, Szakácsi Sándor).

## Ősbemutató
A darab ősbemutatója 1946. január 17-én volt a Nemzeti Színházban. Az előadást Nádasdy Kálmán rendezte, a zenét Ránki György szerezte. A szerepeket Gábor Miklós, Földes Éva, Bartos Gyula, Olthy Magda, Pethes Sándor, Rajczi Lajos, Uray Tivadar, Demeter Hedvig, Berky Lili, Gáti Vilma és Görbe János alakították.

## Érdekesség
Krasznojarszkban Thália néven 1916-tól egy katonai színház működött. Az együttest 1917-ben Mészáros Sándor László, a Nemzeti Színház tagja szervezte újjá. A színházat a táborban működő német társulat Lumpáciusz Vagabundusz előadásával nyitották meg. 
- Johann Nestroy szobra Bécsben